# كريستير يوهانسون (لاعب بوكر)
كريستير يوهانسون (بالسويدية: Christer Johansson)‏ هو لاعب بوكر سويدي، ولد في 30 يوليو 1970 في ستوكهولم في السويد.